# Ленчин
Ленчин (укр. Лінчин) — село в Березновской городской общине Ровненского района Ровненской области Украины.
До 2020 года входило в Березновский район.
Население по переписи 2001 года составляло 726 человек. Почтовый индекс — 34664. Телефонный код — 3653. Код КОАТУУ — 5620480402.